# Кропалати
Крополати (итал. Cropalati) — коммуна в Италии, располагается в регионе Калабрия, подчиняется административному центру Козенца.
Население составляет 1263 человека, плотность населения составляет 39 чел./км². Занимает площадь 32 км². Почтовый индекс — 87060. Телефонный код — 0983.
Покровителем коммуны почитается святой Антоний Великий, празднование 17 января.